# Mantispa chrysops
Mantispa chrysops är en insektsart som beskrevs av Hermann Stitz 1913. Mantispa chrysops ingår i släktet Mantispa och familjen fångsländor. Inga underarter finns listade i Catalogue of Life.